# Seventies (chanson)
Singles par Laurent Wolf
Wash My World
(2008) Walk the Line
(2009)
Singles par Mod Martin
Suzy
(2010)
Pistes de Wash My World
Wash My World My Song
Seventies est une chanson de Laurent Wolf sorti en 2009, avec la participation du chanteur Mod Martin.

## Classement par pays
| Chart (2009)   | Meilleure position |
| -------------- | ------------------ |
| France         | 13                 |
| France Club 40 | 6                  |